# Antena tubowa

Typy anten tubowych

Antena tubowa – rodzaj anteny aperturowej.
W najprostszym wykonaniu antena tubowa to falowód prostokątny. Koniec falowodu nie jest optymalnym przejściem fali elektromagnetycznej do wolnej przestrzeni, stąd pojawia się duża fala odbita. Odpowiednie przekształcenia konstrukcyjne dokonane na końcu falowodu prowadzą do stworzenia anteny tubowej, która posiada lepsze parametry (mniejszy WFS).
Na rysunku przedstawiono typy anten tubowych.
- tuba sektorowa typu E (rys. b) – zwiększenie rozmiarów falowodu następuje wzdłuż krótszej ścianki falowodu (płaszczyzna E),
- tuba sektorowa typu H (rys. c) – zwiększenie rozmiarów falowodu następuje wzdłuż dłuższej ścianki falowodu (płaszczyzna H),
- tuba piramidalna (rys. a) – w której występuje rozszerzenie wymiarów w obu płaszczyznach,
- tuba stożkowa (rys. d).

Pozostałymi typami anten tubowych są:
- tuba dwustożkowa,
- tuba paraboliczno-tubowa.

## Zalety anten tubowych
- duży zysk kierunkowy,
- mały współczynnik fali stojącej (WFS),
- dość duże pasmo pracy,
- prostota budowy.

## Zastosowanie
- jako anteny oświetlające inne anteny (anteny paraboliczne),
- jako anteny wzorcowe.